# Мітра-Пік (Нова Зеландія)
Митра Пік (маор. Rahotu; англ. Mitre Peak) — гора на Південному острові Нової Зеландії, розташована на березі Мілфордської затоки (Milford Sound). Цю гору дуже часто фотографують туристи.

## Етимологія
Форма вершини нагадує митрові головні убори християнських єпископів. Її назвав капітан Джон Стокс з HMS Acheron. Назва вершини на мові маорі — «Рахоту».

## Географія
Гора стоїть близько до берега Мілфорд Саунд, у національному парку Фіордланд на Південному острові, створюючи ефектне видовище. Гора має висоту 1690 м від води Мілфорд Саунд, що технічно є фіордом.
Вершина насправді знаходиться поруч з іншими п'ятьма вершинами, Мітра-Пік не є навіть найвищою з них, однак найвідоміша і найпомітніша. Мілфордська затока є частиною Те-Вахіпунаму, Світова спадщина ЮНЕСКО.
Єдиний автомобільний доступ до Мілфорд Саунд Шоссе 94, сама по собі одна з найбільш мальовничих доріг Нової Зеландії.

## Галерея

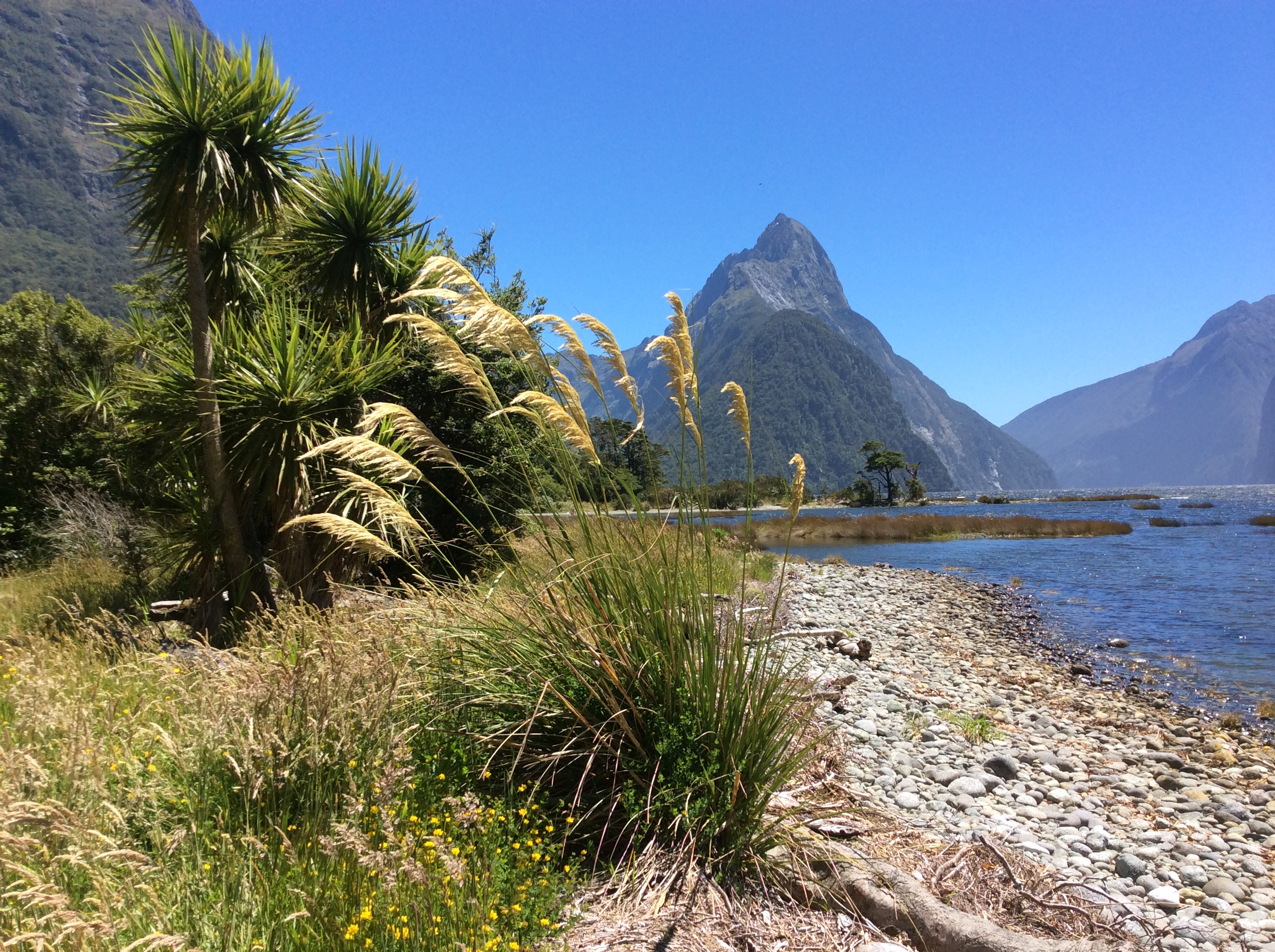
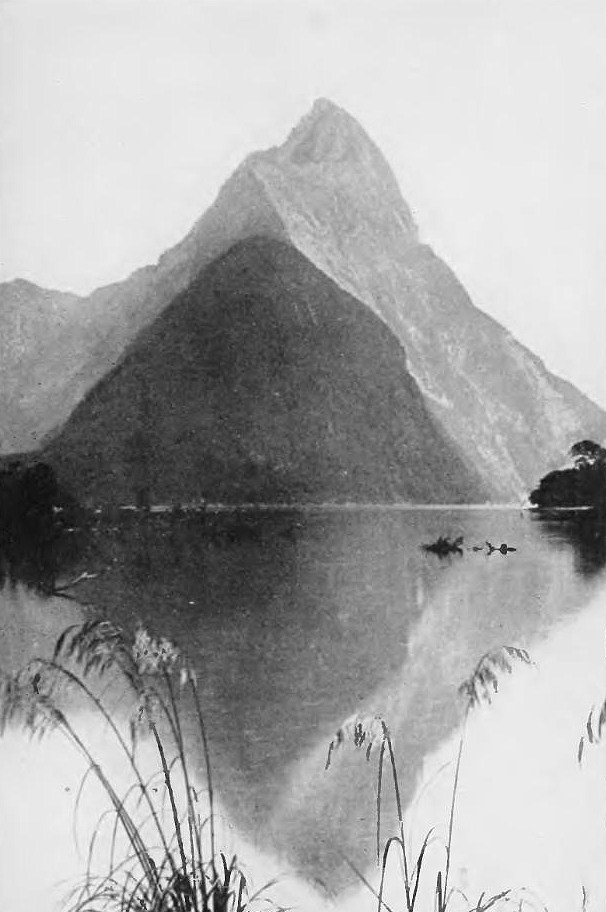
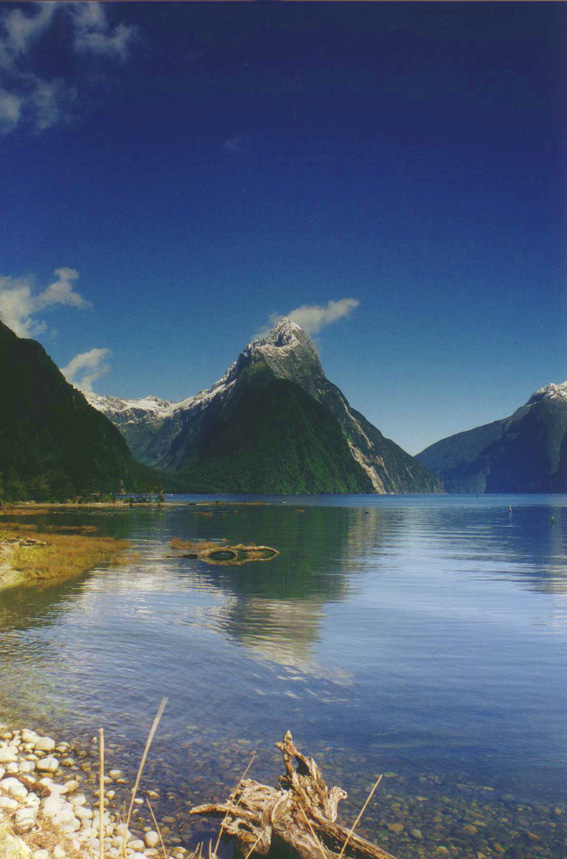
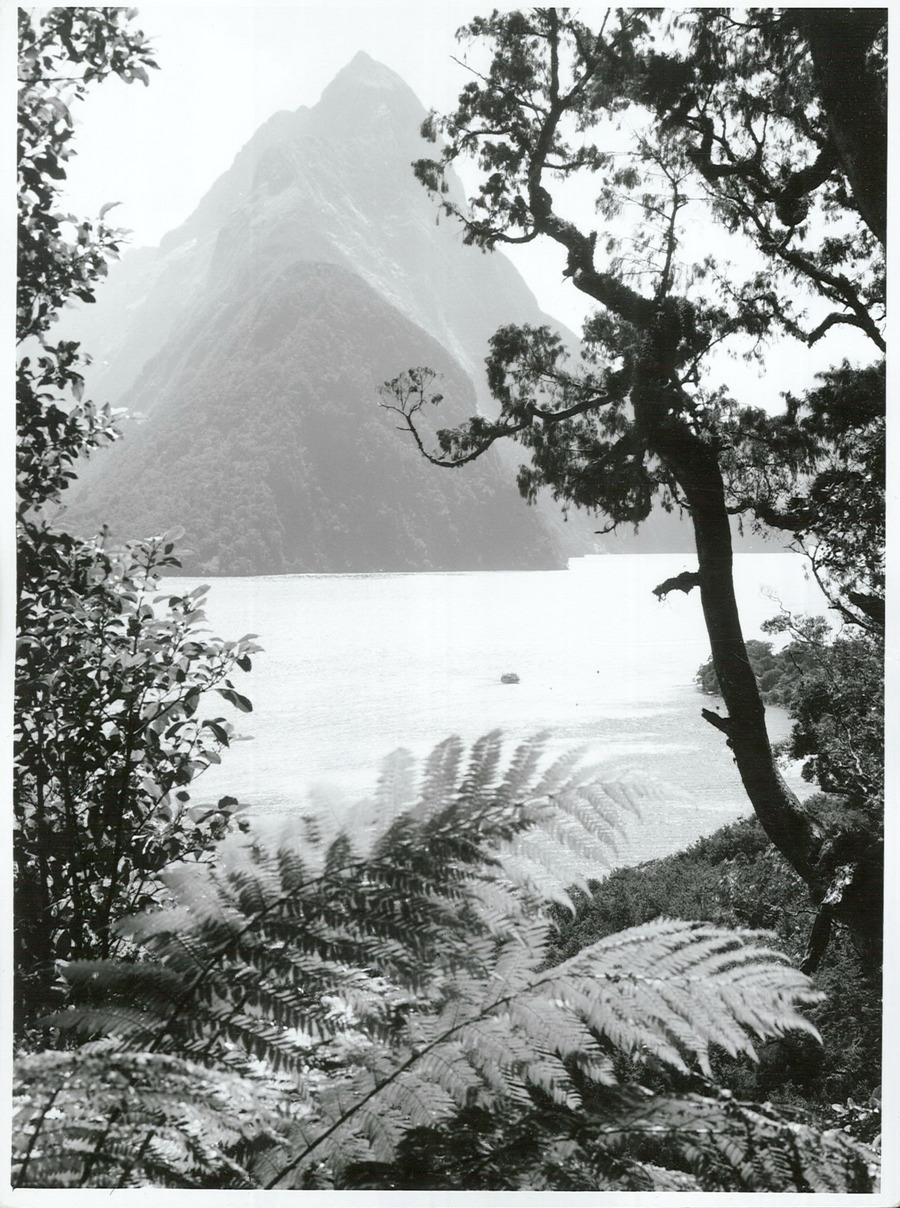